# مقاطعة جوري عيل
مقاطعة جوري عيل (بالصومالية: Degmada Guriceel)‏ إحدى مقاطعات محافظة جلجدود بوسط الصومال، عاصمتها جوري عيل.

## القرى والبلدات والمدن
تضم مقاطعة جوري عيل 120 قرية وبلدة ومدينة. هي كالآتي:

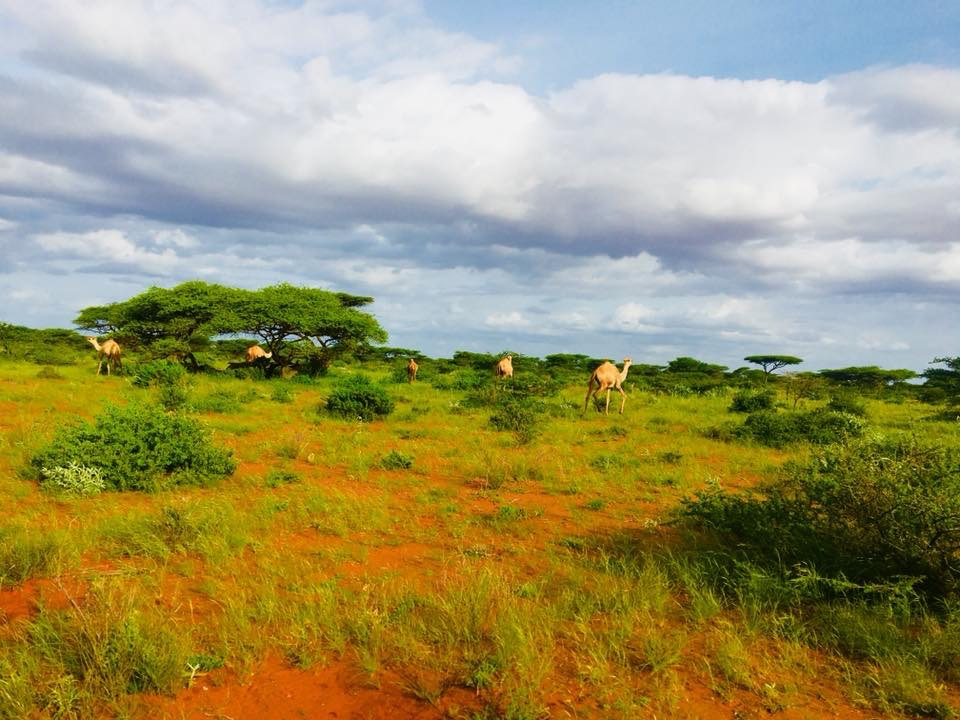
ضواحي مدينة جوري عيل.

- جوري عيل (العاصمة)
- وَرَ طومالي
- عيل طيري
- طغيالي
- ديري حسن
- دويالي
- علي حسن
- بارليف
- دبري
- علي جير
- جودويل
- إيلولي
- رامالي
- عيل برف
- جلا قوريالي
- بلبل
- كورا غويس
- هبر عرِر
- إنَ عَباد
- بَا
- جوليد بوجعد
- جوفدو
- حجينلي
- دبيودلي
- لانلي
- مرودِيلي
- لَبِيلي
- يانيالي
- عيل هبريد
- بينيالي
- طنفوراريس
- قوتالو
- بلِّهود
- بليدقف
- حبدالي
- األّالي
- فولي
- مريري
- جيعلي
- حرسي لوجي
- دُمايي
- إليح
- أفعيجاج
- بر سِيابلي
- توسَن طير
- سينا طقو
- لابي دُولّي
- إسمَ طقو
- لمو فنح
- تولو عانو
- جلقوريالي
- يبيرسوجي
- جابون
- دارود عينشي
- قيدار
- ريبادلي
- لان إجابو
- بُهود
- دَبيل
- كاطكولي
- أريقَروف
- بلّي طيج
- جَرَسلي
- بلّي شرف
- حودالي
- جولانجولي
- ميرياهودلي
- إيدو
- هيرتيس
- حلفدي أحمد جُري
- شيد جدود
- عِلمي جولي
- دودوبلي
- لابي هيران
- دادالي
- أودالي
- بلّيعد
- عِلمي جولي
- لامو
- والوموجي
- جورا جوهر
- سلّحططب
- بوب طيري
- بولي
- دبري
- بولو شيخ
- ليبي دولو
- ديجيري
- فرمالاجلي
- جوراجياهور

## معرض صور

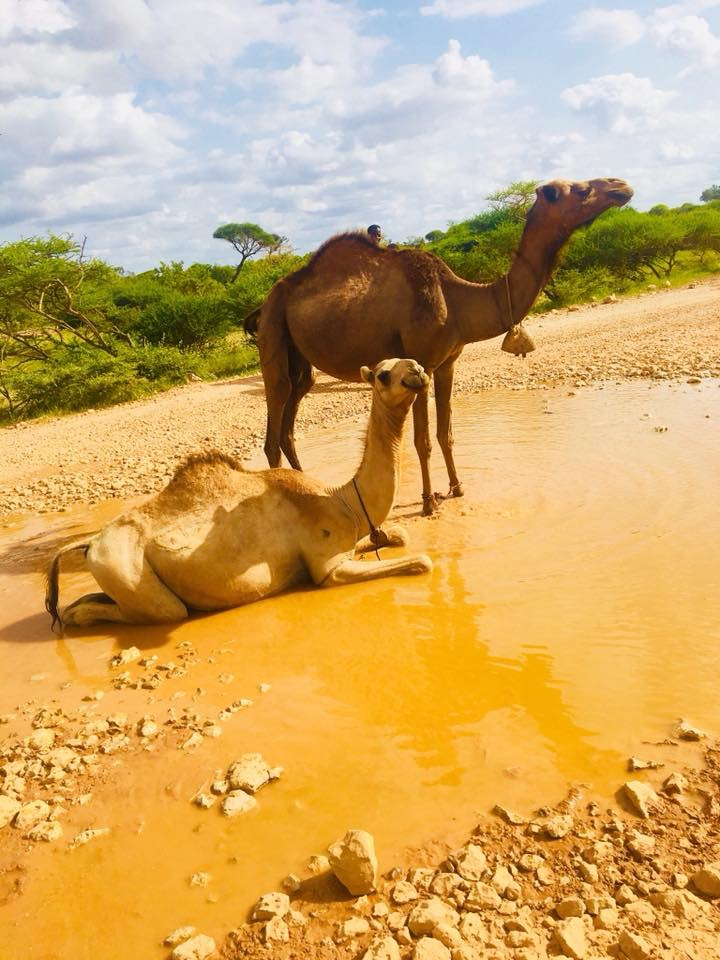
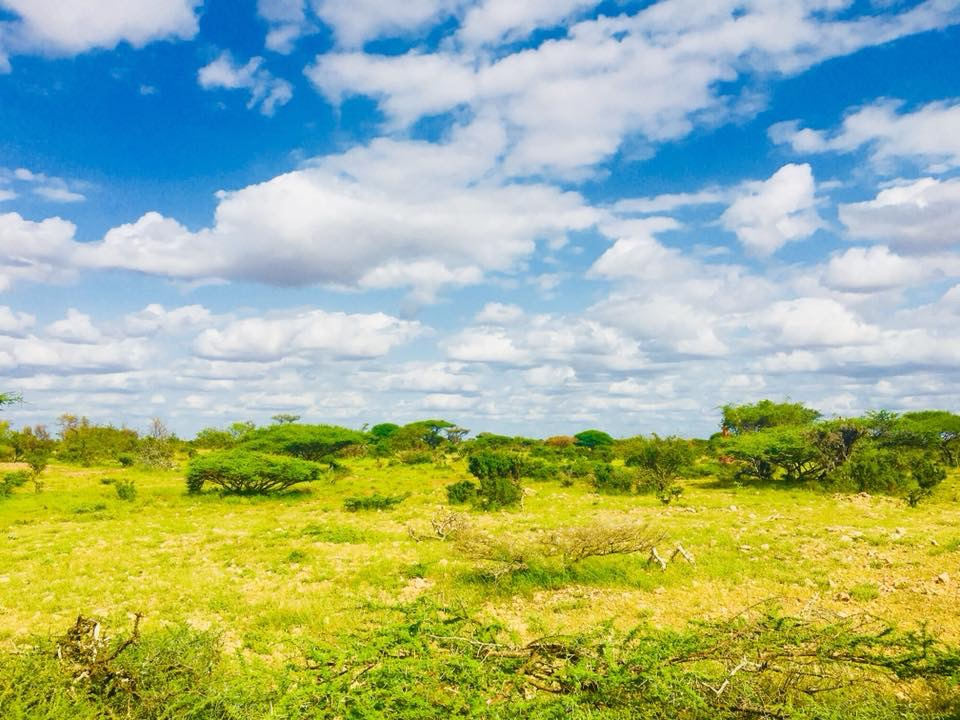
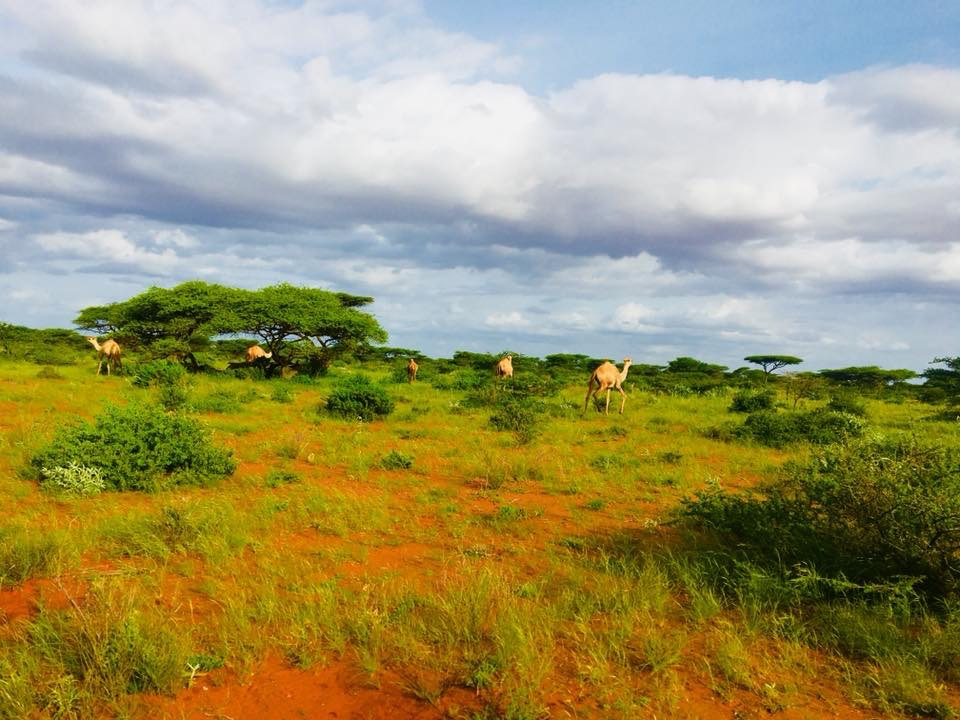
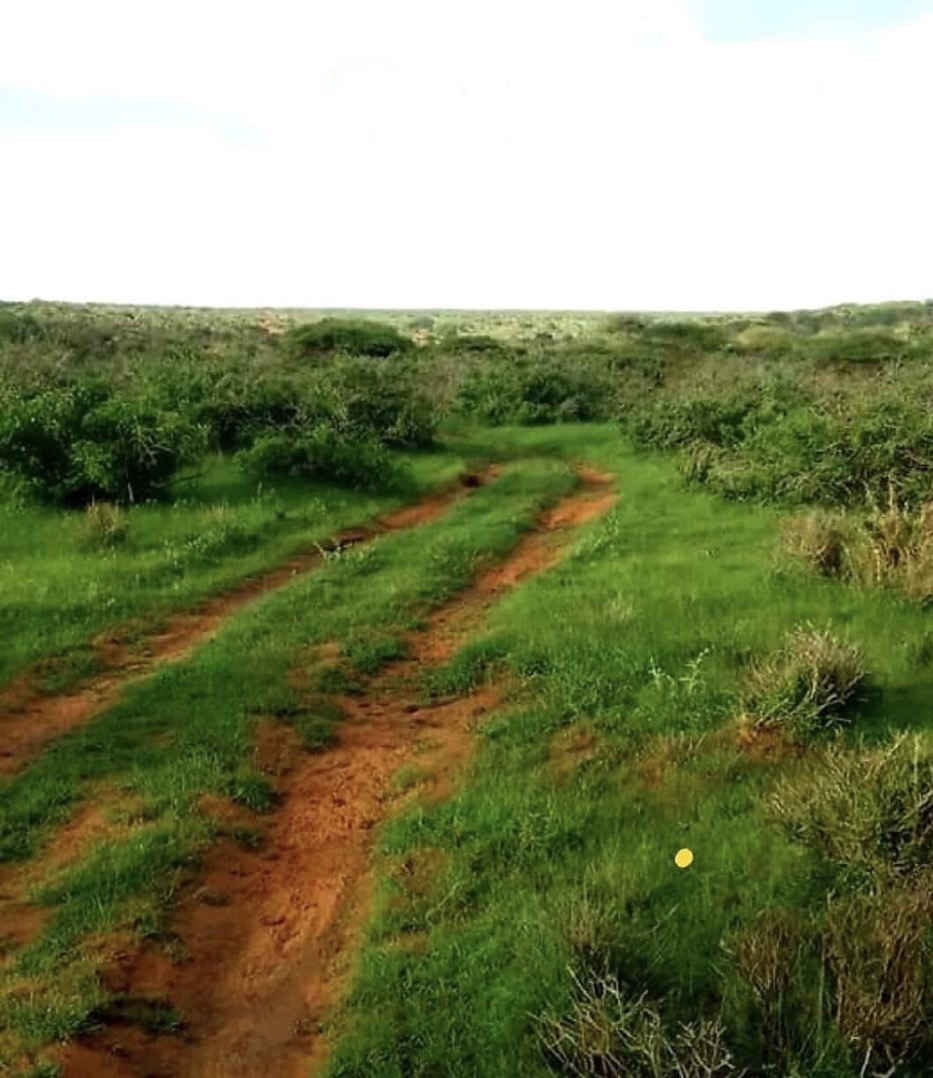
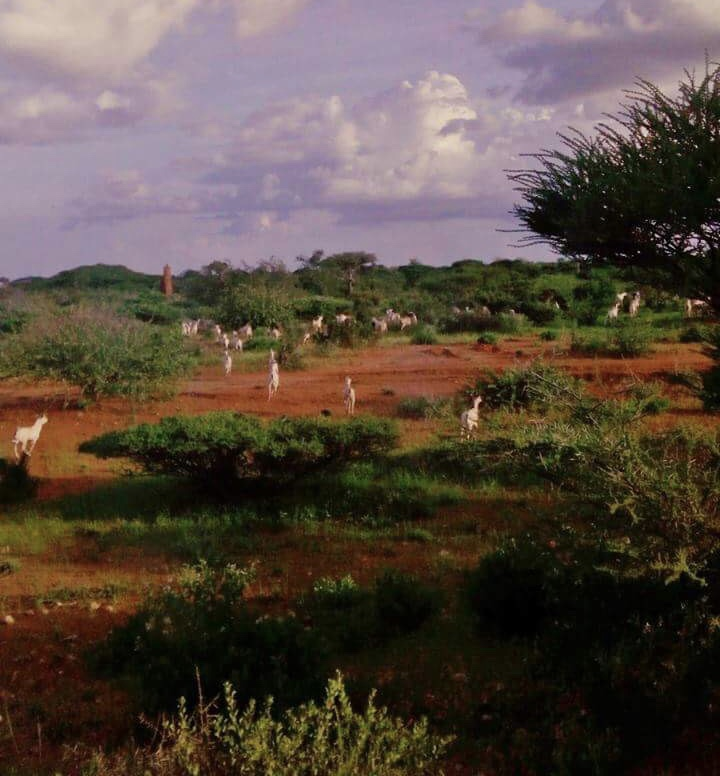